# 奧利弗斯普林斯鎮區 (阿肯色州克勞福德縣)
奧利弗斯普林斯鎮區（英語：Oliver Springs Township）是位於美國阿肯色州克勞福德縣的一個行政鎮區。

## 地方資料
奧利弗斯普林斯鎮區的面積為53.99平方千米，當中陸地面積為53.98平方千米，而水域面積為0.01平方千米。根據2010年美國人口普查的數據，當地共有人口1730人，而人口密度為每平方千米32.04人。